# Leapmotor C01
Der Leapmotor C01 ist eine Limousine der oberen Mittelklasse des chinesischen Autoherstellers Leapmotor.

## Modellgeschichte
Das Fahrzeug wurde erstmals im Mai 2022 präsentiert und kam im September 2022 auf dem chinesischen Heimatmarkt in den Handel. Im September 2023 wurde der C01 mit Range Extender (EREV) vorgestellt.

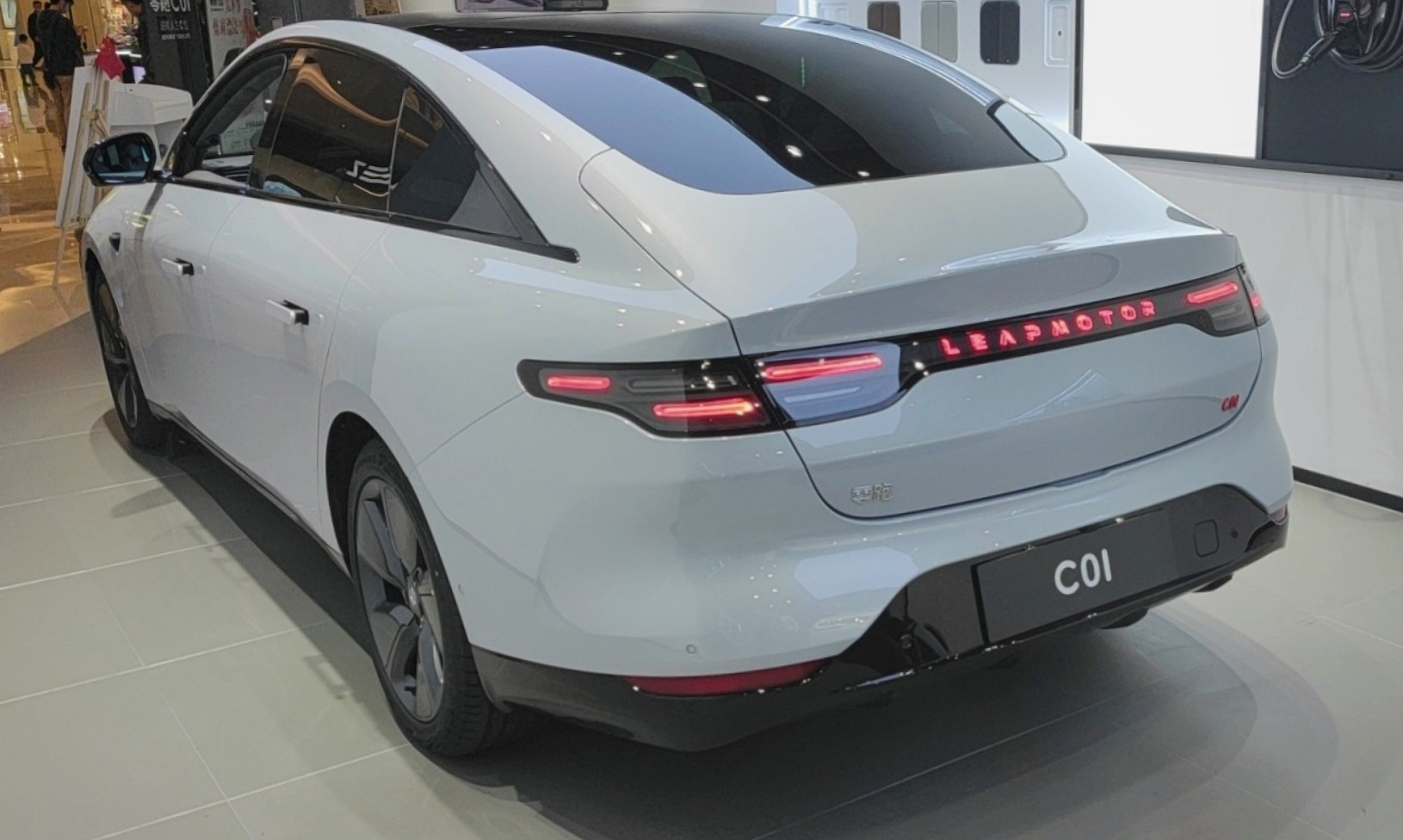
Heckseitenansicht
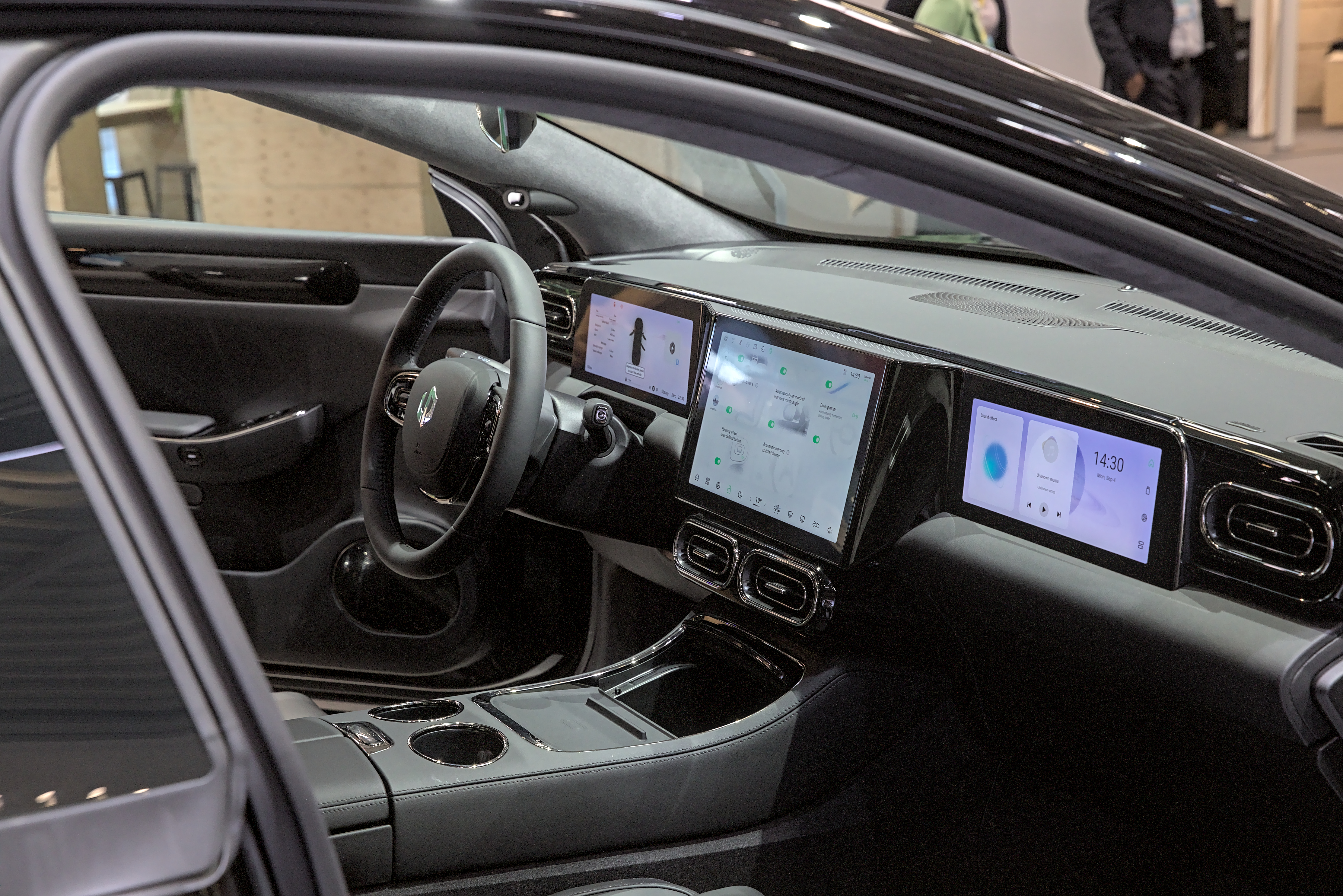
Armaturentafel
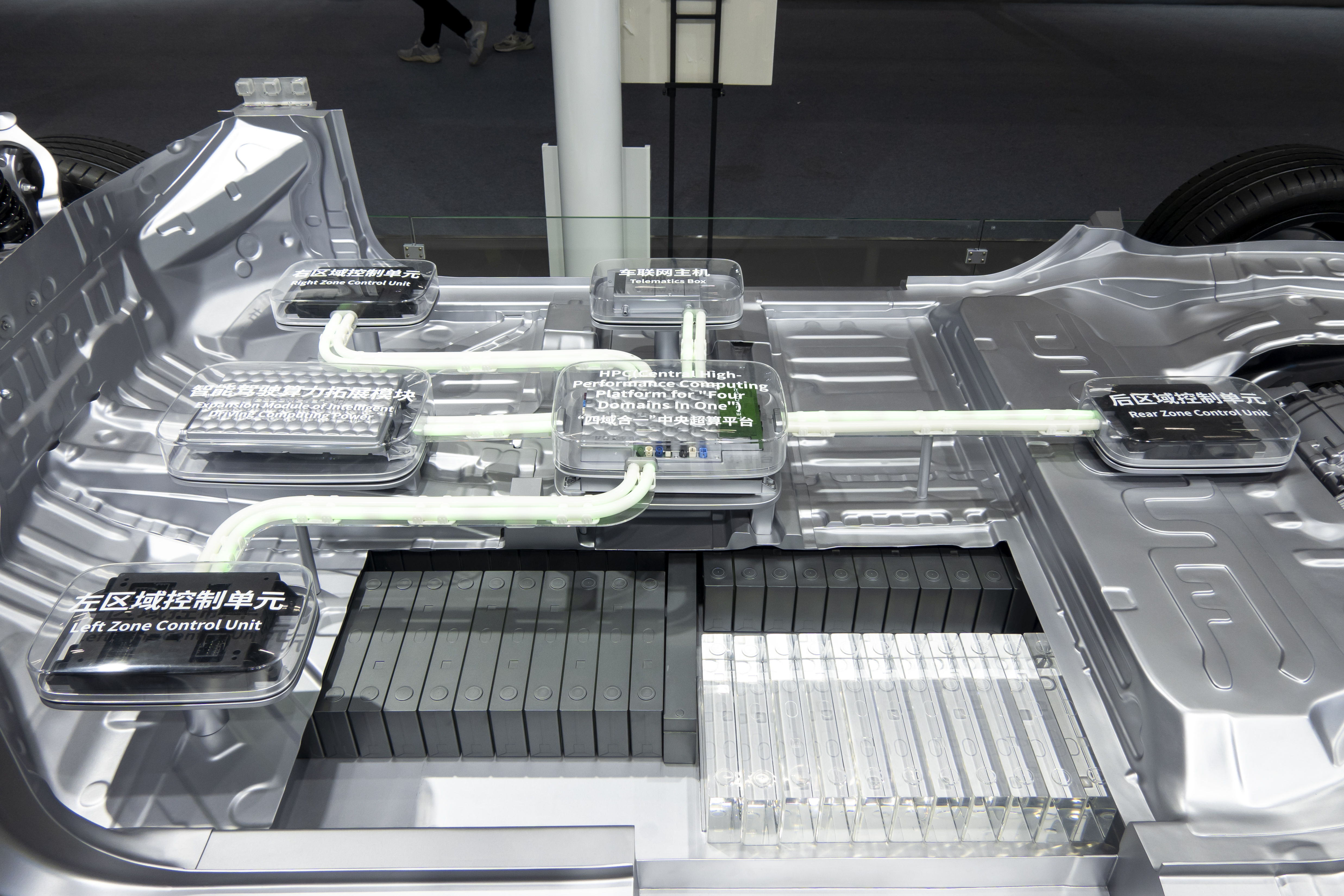
Chassis der Plattform mit Batterien in Cell-to-Chassis-Technik

## Technik
Der C01 übertrifft mit einer Länge von 5,05 m das Tesla Model S. Der Kofferraum der Leapmotor-Limousine fasst 490 l.
Das Fahrzeug basiert wie die Leapmotor-SUV C10 und C11 auf der C-Plattform des Herstellers. Die Batteriezellen der rein elektrischen Version kommen von CATL, die der EREV-Version von CALB. Bei dem Fahrzeug verzichtet Leapmotor auf ein Zwischengehäuse für die Batteriezellen und baut diese direkt im Chassis ein (Cell-to-Chassis-Technik). Die Gewichtsersparnis dadurch beträgt 15 kg. Der cw-Wert des rein elektrischen C01 mit geschlossenem Kühlergrill wird mit 0,226 angegeben.
Die größte Akkuvariante hat eine Kapazität von 90 kWh. Der 85 kg schwere Elektromotor ist ölgekühlt und leistet etwa 200 kW (272 PS). Der E-Motor wurde auf eine Lebensdauer von einer Million Kilometer ausgelegt. Als Allradversion mit zwei Motoren ergeben sich 400 kW (544 PS). Die Reichweite mit dem größten Akku beträgt nach NEFZ 700 km. Versionen mit geringerer Akkukapazität sollen mindestens 500 km erreichen. Das Range-Extender-Modell kann mit zwei Batterien (30,1 kWh und 43,8 kWh) ausgestattet werden. Die größere erlaubt ohne Nachladen eine elektrische Reichweite von etwa 300 km, wobei der Hersteller dazu keine Bezugsnorm angab. Der 1,5-l-Ottomotor des EREV-Modells wird auch in Huawei und Seres-Fahrzeugen verwendet und kommt von Dongfeng. Er leistet maximal 70 kW (95 PS).
Das Fahrwerk hat wie beim Leapmotor C11 vorn eine Doppelquerlenker- und hinten eine Fünflenkerachse. Gelenkt wird mit einer elektrischen Servolenkung.
Auf der Armaturentafel befinden sich drei Bildschirme. Zur Ausstattung gehören belüftete Sitze mit Massagefunktion.
Der Wagen kann mit Gesichtserkennung geöffnet und gestartet werden. Besitzer von Apple-Geräten können dazu auch auf Siri zurückgreifen.